# Эсхатология

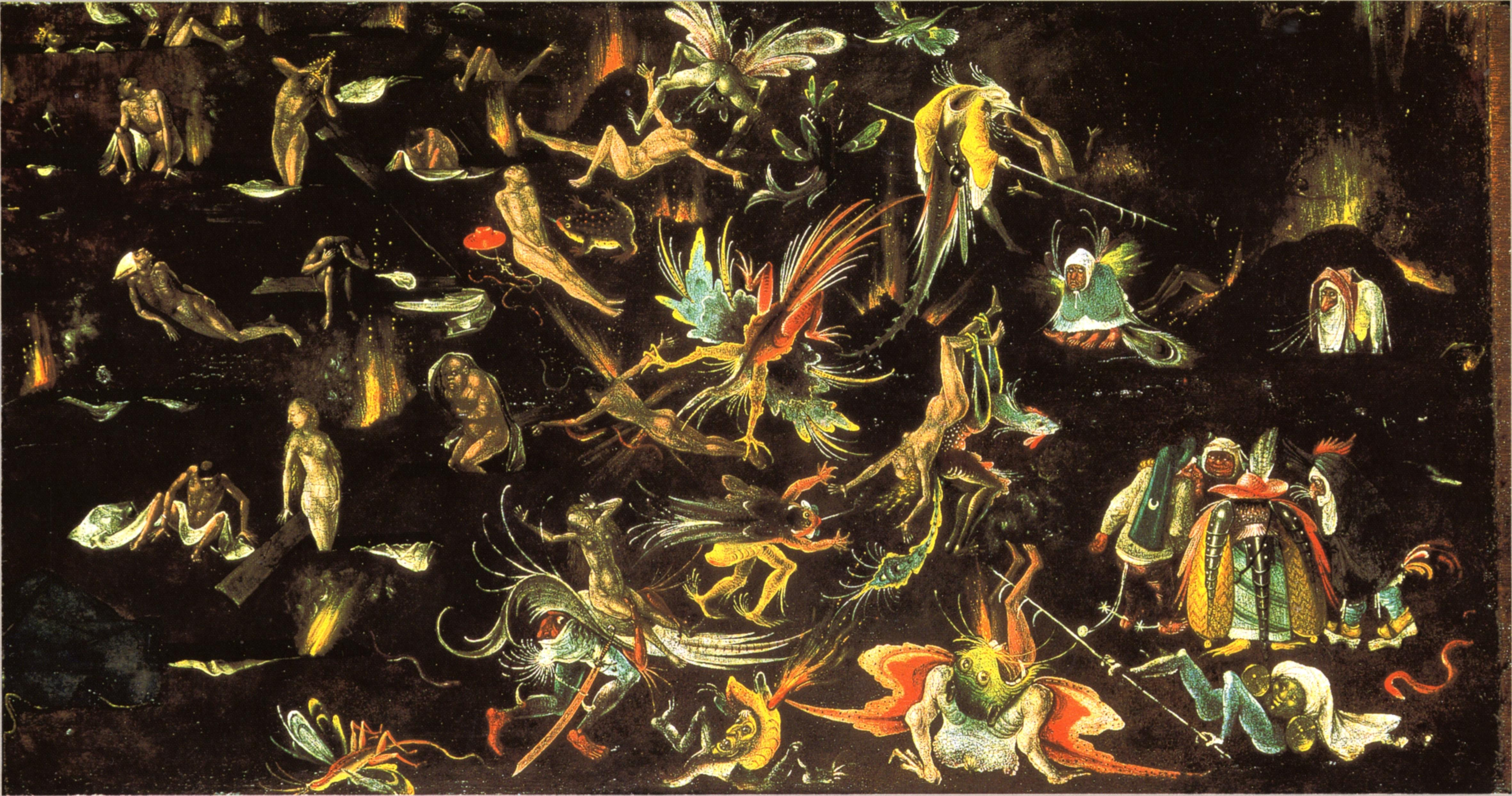
Картина конца света из Старой пинакотеки, ранее приписывавшаяся Босху

Эсхатоло́гия (греч. εσχατολογία ← др.-греч. ἔσχατος «конечный, последний» + λόγος «слово; знание») — раздел богословия, религиозное учение о конечной судьбе человека и всего сущего за пределами истории и нынешнего мира — в «вечности». Различаются индивидуальная эсхатология, представляющая собой учение о посмертной судьбе одной человеческой души, и универсальная эсхатология, составляющая учение о целях и назначении мира и человеческой истории, исчерпании ими смысла, их конце и повествующая о том, что будет следовать за этим концом.
Религиозное учение эсхатологии восходит к эсхатологическим мифам.

## Происхождение
Мифы о предстоящем в будущем, согласно мифологической традиции, конце мира, конце света, о «последних» вещах возникают относительно поздно и опираются на модели календарных мифов, мифов о смене эпох, космогонических мифов.
Ранние представления о силах хаоса, злых духах и чудовищах, которые угрожают существованию космоса, и т. п. стали одним из факторов формирования этического религиозного учения о борьбе добра и зла. Эсхатологические мифы противоположны космогоническим мифам (мифам творения) и повествует об уничтожении мира — гибели суши во всемирном потопе, разрушении, хаотизации космоса и др. Мифы о катастрофах, которые будут сопровождать смену эпох, рассказывают о таких событиях, как гибель великанов или богов старшего поколения, существовавших до появления человека, периодические катастрофы и обновления мира. Повествования об этих событиях составляют единое целое с мифами, в которых описана конечная гибель мира. Нередко, согласно эсхатологическим мифам, катастрофа следует за нарушением права и морали, распрями, преступлениями людей, которые требуют возмездия богов. В разных мифах гибель мира может вызывать огонь, потоп, космические сражения с демоническими силами, голод, жара, холод и др.
Относительно развитые эсхатологические мифы присутствуют в традициях коренных народов Америки, в таких мифологиях, как скандинавская, индуистская, иранская, христианская («Апокалипсис»).
Архаические модели, в которых человек подчинён безличным вселенским циклам, а род и индивид включены в мировой процесс обновления посредством смерти, оказались нарушенными социальными трансформациями, кризисом архаичной культуры, когда происходил процесс формирования масштабных государств, община и индивид были подчинены деспотической власти и возникло чувство социальной нестабильности, согласно эсхатологическим представлениям, угрожавшей также стабильности космоса. Для того чтобы выйти из безразличного к судьбам людей космического цикла, массовое сознание обратилось к идеям внеприродного мира и стремилось обрести сверхчувственное состояние, такое как буддийская нирвана, вечное блаженство в загробном мире, согласно египетской мифологии. Эсхатологические мифы стали более актуальными в связи с развитием представлений, что бытие является преходящим, а мир историчен. Архаичному стремлению к укреплению стабильного состояния космоса посредством ритуальных действий приходит на смену напряжённое ожидание финальной мировой катастрофы, которая должна избавить человека от бед и страданий. Особую завершённость этого процесса демонстрирует иранская мифология. Эсхатологические мифы иранской традиции оказали влияние на аналогичные представления в еврейской мифологии, через неё на христианскую мифологию.

## В авраамических религиях

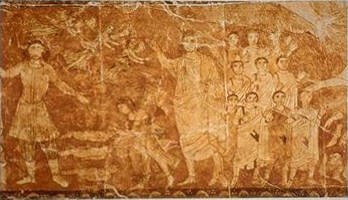
Воскресение мёртвых, фреска из синагоги Дура-Европос

Развёрнутые эсхатологические представления присутствуют в авраамических религиях. О событиях «последних дней» и Страшном суде повествует последняя библейская книга Откровение Иоанна Богослова, а также Книга пророка Даниила и некоторые апокрифы (например, «Откровение Петра»).
В ветхозаветный период еврейская мифология почти не проявляла интереса к индивидуальной эсхатологии. Загробная участь представлялась как полунебытие в шеоле, без радостей и острых мучений (ср. Аид у Гомера), в окончательной отлучённости от Бога (Пс. 6, 6; 87/88, 11 и др.). В эллинистическую эпоху возникает представление, ещё долго вызывавшее споры иудейских теологов, о воскрешении мёртвых и суде над ними, в результате которого праведные будут приняты в царство Мессии, а грешные отвергнуты. Здесь, однако, речь шла не о рае или аде для отрешённой от тела души, а о преображении всего мира, блаженстве или погибели для души, воссоединившейся с телом. Впоследствии под влиянием христианства и ислама внимание переносится на немедленную посмертную участь души, отходящей или к престолу Бога, или в ад, хотя представление о страшном суде в конце времён остаётся. Детализация системы наказаний в аду, совершенно чуждая Библии и слабо разработанная в талмудическо-мидрашистской литературе, была в полной мере развёрнута только в конце Средневековья («Розга наставления»).
Р. Зейнер, исследователь восточных религий, писал о прямом влиянии зороастризма на еврейские эсхатологические мифы, особенно на концепцию воскрешения мёртвых с наградой для праведников и наказанием для грешников. По мнению Джозефа Кэмпбелла, из зороастризма заимствована еврейская идея линейной истории. Согласно зороастризму, нынешний мир испорчен и должен быть улучшен действиями человека. Мирча Элиаде отмечал, что еврейская мифология рассматривает исторические события как эпизоды непрерывного Божественного откровения. Причём эти события не являются повторением друг друга. Каждое из них представляет собой новое деяние Бога. Элиаде считал, что евреи имели концепцию линейного времени ещё до их контакта с зороастризмом, но соглашался с Зейнером, что зороастризм повлиял на еврейскую эсхатологию. Согласно Элиаде, заимствованные элементы включают этический дуализм, миф о Мессии и «оптимистическую эсхатологию, провозглашающую конечный триумф добра».
В христианской апокалиптике отражены иудейские мессианские представления, но распространённые за пределы еврейского народа, что связано с эпохой формирования христианского учения, когда в среде многонациональных низов Римской империи было сильно ожидание грядущего спасения. Христианство возникло и развивалось на первых порах как эсхатологическая религия. Все послания апостолов и особенно Откровение Иоанна Богослова пронизаны мыслью, что скоро грядёт конец света и христиане должны ожидать возвращения Иисуса Христа на землю. Кроме Откровения в Церкви существует множество других сочинений о конце света: «Пастырь Ерма», «Откровение Мефодия Патарского» и др.
Христианское эсхатологическое учение отражает воззрения христиан на вопрос о конце света, Втором Пришествии Христа и антихристе. Христианская эсхатология, подобно иудейской эсхатологии, отвергает цикличность времени и провозглашает конец этого мира.
В последующие века идея близкого пришествия Христа пронизывала многие книги Отцов Церкви. Так, епископ иерапольский Папий, по свидетельству Иринея Лионского, страстно ожидал наступления тысячелетнего царства.

## В буддизме
В буддизме тхеравады утверждается, что в конце данного периода времени (кальпы), «в последние дни её» (Махапаринирвана Сутра, гл. 5 и др. сутры палийского канона) победоносно явится Будда Майтрейя (имя его происходит от санскр. слова майтри «дружественность» ← митра «друг»).
В буддизме махаяны эта идея получила дальнейшее развитие.

## Социальная роль

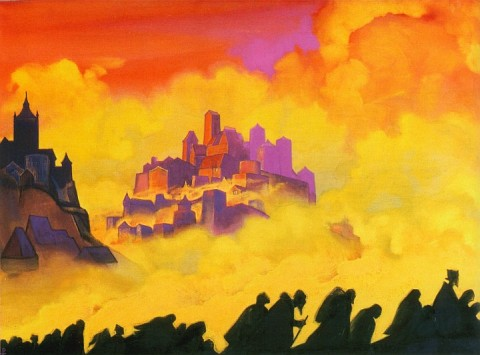
Армагеддон, Николай Рерих

Эсхатологические представления актуализировались и получали развитие особенно в периоды социальных кризисов. Их отражают пророчества Мани; комментарии Талмуда; учения эпохи Реформации и русского раскола XVII—XVIII веков, в рамках которого считалось, что последние времена и антихрист (Пётр I в представлениях ряда старообрядцев) уже пришли; ряд современных христианских движений, таких как адвентисты и Свидетели Иеговы; философские и культурологические концепции Николая Бердяева и Освальда Шпенглера. В эпоху колониализма в среде колонизированных народов получили распространение принесённые завоевателями мировые религии. Содержащиеся в этих религиях концепции спасения и избавления породили идеи освобождения от колониального гнёта и новый всплеск эсхатологического мифотворчества. Мессианские идеи могли адаптироваться к местным верованиям, оказывая лишь незначительное влияние на местные мифологические представления. С середины XIX века эсхатологические идеи активно развивались ввиду роста антиколониальных движений, которые первоначально в большинстве стран, где они присутствовали, имели религиозную форму с местными «пророками» во главе движения.